# Mydaus
Mydaus es un género de mamíferos carnívoros de la familia Mephitidae, conocidos vulgarmente como tejones mofeta. Son propios de las islas del Sureste Asiático (Sondalandia y Filipinas).

## Especies

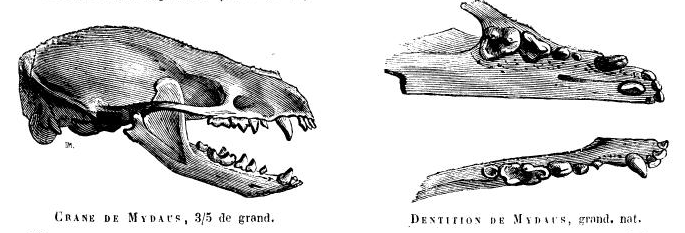
Cráneo y dentadura, ilustradas en la Histoire naturelle des mammifères de Gervais.

Se reconocen las siguientes especies:
- Mydaus javanensis (Desmarest, 1820)
- Mydaus marchei (Huet, 1887)